# 迪拉尼斯
迪拉尼斯（法語：Duranus，法語發音：[dyʁanys]）是法国滨海阿尔卑斯省的一个市镇，属于尼斯区。

## 地理
迪拉尼斯（43°53'36"N, 7°15'33"E）面积16.1 平方千米，位于法国普罗旺斯-阿尔卑斯-蓝色海岸大区滨海阿尔卑斯省，该省份为法国东南部沿海省份，南濒地中海，西南至瓦尔省，西北接上普罗旺斯阿尔卑斯省，北部和东部与意大利接壤。
与迪拉尼斯接壤的市镇（或旧市镇、城区）包括：科阿拉兹、勒旺斯、吕塞拉姆、于泰勒。

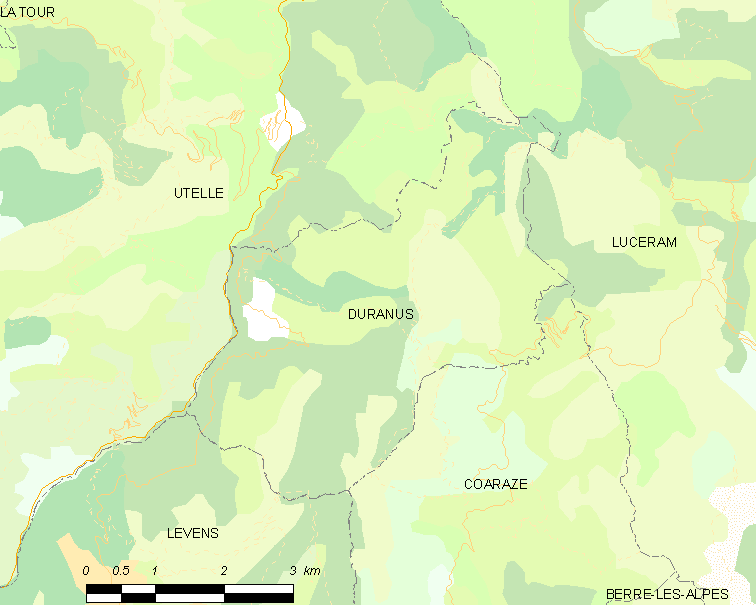
迪拉尼斯的OSM定位图

迪拉尼斯的时区为UTC+01:00、UTC+02:00（夏令时）。

## 行政
迪拉尼斯的邮政编码为06670，INSEE市镇编码为06055。

## 政治
迪拉尼斯所属的省级选区为图雷特勒旺斯县。

## 人口

1962-2008年间迪拉尼斯人口变化图示

迪拉尼斯于2022年1月1日时的人口数量为159人。